# Ricky 1
Ricky 1 är en amerikansk komedi/parodifilm från 1988 i regi av William T. Naud med bland andra Michael Michaud, Maggie Hughes och Hawthorne James i huvudrollerna. Filmen är framförallt en parodi på Rocky-filmerna av Sylvester Stallone och de två första filmerna i Gudfadern-trilogin. Musiken i filmen komponerades av Joel Goldsmith. 

## Handling
Den manlige stripparen och eskorten Ricky Wanero drömmer om att bli världsberömd boxare, men vägen dit blir inte lätt. För att nå sina drömmars mål måste han besegra den regerande världsmästaren, "The Silver Shadow". Allting mynnar ut i ett galet äventyr där Ricky stöter på allt från gangsterbossar och yrkesmördare till galna försäljare som kränger exploderande dörrmattor.

## Om filmen
Filmen spelades in 1983 men visades aldrig på biografer. 1988 gavs den ut på VHS i USA och året efteråt i Sverige.

## Rollista (i urval)
| Roll                           | Skådespelare       | Noter                          |
| ------------------------------ | ------------------ | ------------------------------ |
| Ricky Wanero                   | Michael Michaud    |                                |
| Angela, Rickys flickvän        | Maggie Hughes      |                                |
| The Silver Shadow              | Hawthorne James    | Krediterad som "James Herbert" |
| Vinnie, Rickys boxningstränare | Lane Montano       |                                |
| Patton/Leon                    | Peter Zellers      |                                |
| Adolf Hitler                   | John Michael Quinn | Krediterad som "John Quinn"    |